# Saxon (album)
 (septembre 2019).
Si vous disposez d'ouvrages ou d'articles de référence ou si vous connaissez des sites web de qualité traitant du thème abordé ici, merci de compléter l'article en donnant les références utiles à sa vérifiabilité et en les liant à la section « Notes et références ».
Albums de Saxon
Wheels of Steel
(1980)
Saxon est le premier album du groupe de heavy metal anglais Saxon. Il est sorti en mai 1979 et a été produit par John Verity.

## Titres
Paroles et Musiques : Byford, Quinn, Oliver, Dawson, Gill
1. Rainbow Theme [3:07]
2. Frozen Rainbow [2:29]
3. Big Teaser [3:55]
4. Judgement Day [5:31]
5. Stallions of the Highway [2:52]
6. Backs to the Wall [3:09]
7. Still Fit to Boogie [2:53]
8. Militia Guard [4:50]

## Composition du groupe
- Peter "Biff" Byford (chant)
- Paul Quinn (guitares)
- Graham Oliver (guitares)
- Steve Dawson (basse)
- Pete Gill (batterie)

## Crédits
- Produit et enregistré par John Verity
- Gravé et mixé aux Livingstone Studios par John Verity, assisté de Robert Price
- Pochette : Mike Ford et Dave Muscroft (photographies), Grafix/The Red Room (album design)

## Singles
- Big Teaser / Stallions of the Highway
- Backs to the Wall / Big Teaser